# Skiringeätten
Skiringeätten är ett nutida konventionellt namn på en svensk medeltida frälseätt som fått sitt namn från godset Skiringe i Mellösa socken, Villåttinge härad, Flens kommun i Södermanlands län. Ätten utdog innan Sveriges Riddarhus grundades 1625, varför den aldrig introducerades där som adelsätt.
Vapen: tre eller flera spetsar från sidan, tinktur okänd.
1367 är Nils i Skiringe omnämnd vid ett jordbyte.
Torsten Nilsson är nämnd 1396–1411 och förde ett vapen med tre spetsar från sidan,  Torsten Nilsson var gift med Kristina Sonesdotter (tidigare  gift med Johan Fredebern), dotter till Cecilia Ingemundsdotter (Svepnäsätten) och väpnaren Sune Hansson Pampe. Sune Hansson var son till Hannes (Hans) Kosfeld 1409-1451, borgare i Vadstena eller Skänninge.
Väpnaren Ulf Torstensson är nämnd 1460–1482, och har tidigare identifierats som son till Torsten Johansson (Schack av Skylvalla), vilket medeltidsgenealogen Kaj Janzon har tillbakavisat som en felaktig identifiering av Jan Eric Almquist vilken överförts av Jan Raneke till Svenska medeltidsvapen. Enligt Janzon var Ulf Torstenssons far Torsten Nilsson. Ulf Torstensson förde också ett vapen med tre spetsar från sidan vilket kan ses i ett gåvodokument skrivet på Skiringe, när han 1481 ger till S:t Andreas altare i Strängnäs domkyrka jord i Dunkers socken.
I juni 1460 får Ulf Torstensson av sin mor Kristina gården Skiringe samt vad hon fått i morgongåva av sin make Jöns Davidsson (Jöns Davidsson bytte till sig jord i Skiringe 1424). I september samma år genomför Ulf Torstensson med sin mors samtyckeett jordbyte med väpnaren Lasse Jönsson i Berga.
År 1473−1482 skriver sig Ulf till Skiringe, och till Vårfrukoret i Strängnäs domkyrka donerar han 1480 tillsammans med sin mor jord. Han säljer 1480 två gårdar, och 1482 godsen Skiringe och Vik i Mellösa socken, Villåttinge härad till (Svarte) Åke Jönsson,
Ulf Torstensson är i livet vid okänt datum 1483, , men uppges vara död 26 juni 1483, när lagmannen i Södermanland, (Svarte) Åke Jönsson gör anspråk på att ha köpt gården Skiringe. Samma datum hävdar Lars i Bogsten och hans måg Peter Johansson, att de är rätta  arvingar till sin “frände” Ulf och att de har befullmäktigats av samtliga medarvingar. Ulf Torstensson själv anges återigen 1485 som arvinge till väpnaren Ingemund Arvidsson,  som 1451 tillsammans med Katarina Arvidsdotter donerade jord till Vårfrukoret i Strängnäs domkyrka. 1495 redovisas i Sten Stures jordebok en gård som Sten Sture har köpt av Ulf Torstensson.